# Miloš Krkotić
Miloš Krkotić (cyrilicí Милош Кркотић; * 29. září 1987, Podgorica, SFR Jugoslávie) je černohorský fotbalový záložník a reprezentant aktuálně bez angažmá.

## Reprezentační kariéra
V A-mužstvu Černé Hory debutoval 26. 3. 2013 v Podgorici v zápase proti Anglii (remíza 1:1).